# Здравко Младеновић
Здравко Младеновић (Крагујевац, 1. децембар 1977) је српски политичар, народни посланик и професор математике. Од 2016. до 2023.  године обављао је функцију председника општине Баточина. Изабран је 23. јула 2024. за народног посланика у Народној скупштини Републике Србије, са листе "Александар Вучић - Србија не сме да стане".

## Биографија
Основну школу завршио је у Баточини, а Прву техничку школу у Крагујевцу. Након завршене средње школе уписује Природно-математички факултет Универзитета у Крагујевцу који успешно завршава и постаје професор математике. Као професор радио је у Средњој школи у Лапову, а затим и у Средњој школи „Никола Тесла“ У Баточини. У Средњој школи „Никола Тесла“ је од 2012. до 2016. године обављао функцију директора.
Политичку каријеру је почео као члан Српског покрета обнове. У више наврата био је одборник у скупштини општине Баточина, али је 2013. године поднео писану оставку и тиме је престао да буде одборник листе „Заједно – Верољуб Верко Стевановић –Заједно за Шумадију, СПО, ЛДП”. На Локалним изборима 2016. године био је носилац листе Српске напредне странке. Ова листа освојила је 17 од 35 места у локалној скупштини. На седници Скупштине Општине Баточина која је одржана 15. јула 2016. године Здравко Младеновић је изабран за новог председника општине на мандат од четири године. У августу 2020. године је поново изабран на исту функцију. Поднео је оставку 28. септембра 2023. године.
Члан је удружења МЕНСА Србије. Ожењен је и отац двоје деце.